# ليز تريهوت
ليز تريهوت (بالفرنسية: Lise Tréhot)‏ - (14 مارس 1848 - 12 مارس 1922) كانت نموذجًا فنِّيًّا (عارضة) من فرنسا. استخدمها الفنان بيير أوغوست رينوار من عام 1866 حتى عام 1872، خلال فترة صالونه المبكرة. ظهرت في أكثر من عشرين لوحة، بما في ذلك أعمال بارزة، مثل: لوحة ليز (1867)، ولوحة في الصيف (1868)، وكانت نموذجًا لجميع أعمال رينوار تقريبا التي تضم شخصيات نسائية في هذا الوقت. تزوجت تريهوت من جورج بريير دي ليل في عام 1883، وقامت بتربية أربعة أطفال ورثتهم اثنين من لوحات رينوار: ليز للخياطة (1867-68)، وليز في شال أبيض (1872)، وكلاهما يحتفظ بهما حاليًا في متحف دالاس للفنون.

## الحياة المُبكرة
ولدت ليز تريهوت في إكويفيلي، سين إي أواز، فرنسا، في 14 مارس 1848، للويس تريهوت وأميلي إليزابيث بودان. كان والدها مدير البريد في المدينة حتى منتصف 1850م، وبعد ذلك نقل جميع أفراد الأسرة إلى باريس حيث باع عصير الليمون والتبغ. كانت الرابعة في عائلة مكونة من ستة أطفال، من بينهم ثلاثة أشقاء وشقيقتان. تصف وثيقة من هذا الوقت مهنة تريهوت كخياطة. كانت كليمانس تريهوت، شقيقتها الكبرى، عشيقة الفنان جول لو كور، الذي قدمها لاحقًا إلى بيير أوغوست رينوار في منزله في مارلوت، ربما في يونيو 1865.

## فترتها كعارضة فنية
بدأت تريهوت كعارضة فنية لرينوار عندما كانت في الثامنة عشرة من عمرها، وكان هو في الخامسة والعشرين من عمره. تشمل اللوحات المبكرة التي ظهرت فيها تريهوت في ذلك الوقت: لوحة ليز ترتدي قبعة سترو (1866)، ولوحة ليز سوينج (1867-1868). رسم رينوار لوحة عارية حديثة لتريهوت باسم ديانا (1867)، ولكن تم رفضها من قبل صالون عام 1867. وجد رينوار نجاحا حاسما في العام التالي مع لوحة ليز (1867)، والتي لاقت استحسانا كبيرا في صالون عام 1868. تصور اللوحة الانطباعية تريهوت في صورة بالحجم الطبيعي، تتجول في حديقة مشجرة بينما تسقط أشعة الشمس عبر الأشجار. وصف الناقد الفني زاكاري أستروك تريهوت في لوحة ليز بأنها «الفتاة الباريسية المحبوبة في الغابة»، وبأنها فتاة من الطبقة العاملة. وافق إميل زولا أيضا على ذلك، وقارن تريهوت بنموذج مونيه وزوجته لاحقا كاميل دونسيو. لاحظ الناقد الفني الفرنسي تيودور دوريت لاحقا أنه نظرا لأن ليز رينوار كانت مشتقة من تقنية غوستاف كوربيه، فإن ظهورها في الصالون «لم يثر أي معارضة محددة». ومع ذلك، فإن قرار رينوار بتظليل وجه تريهوت في الظلام والتأكيد على انعكاس ضوء الشمس من فستانها الأبيض في لوحة ليز دفع العديد من النقاد إلى السخرية من مظهر تريهوت بسبب التباين غير العادي.

## الحياة اللاحقة
في عام 1883، بعد أكثر من عقد من توقف تريهوت عن العرض لرينوار، تزوجت من المهندس المعماري جورج بريير دي ليل (1847-1902). وبصفتها زوجة بريير دو ليسل، قامت بتربية ولدين وابنتين. ورثت تريهوت اثنين من لوحات رينوار: ليز الخياطة (1867-68) وليز في شال أبيض (1872)، لأطفالها. يقال إنها قبل وفاتها، دمرت العديد من أوراقها الشخصية المتعلقة بوقتها في العرض لرينوار. توفيت تريهوت في باريس في 12 مارس 1922، عن عمر يناهز 73 عاما. ودفنت في مقبرة بير لاشيز.

## لوحات ظهرت فيها كنموذج
تتضمن قائمة تريهوت للأعمال المختارة ما لا يقل عن ستة وعشرين لوحة زيتية على قماش، أربعة وعشرون منها رسمها رينوار، واثنين من أعمال فريدريك بازيل (1841-1870). عمل بازيل هو الصورة الوحيدة الباقية المعروفة من اللوحة الكاملة.
| السنة | اللوحة | العنوان                                 | النوع          | الأبعاد        | المعرض                         | ملاحظات |
| ----- | ------ | --------------------------------------- | -------------- | -------------- | ------------------------------ | ------- |
| 1866  |        | ليز في قبعة من القش (فتاة في قبعة القش) | زيت على قماش   | 47 × 38.4 سم   | مؤسسة بارنز                    | [ 11 ]  |
| 1866  |        | امرأة شابة واقفة                        | زيت على كانفاس | 24.5 × 14 سم   | مجموعة خاصة                    | [ 12 ]  |
| 1866  |        | شابة تجلس في الريف                      | زيت على كانفاس | 24.5 × 14 سم   | مجموعة خاصة                    | [ 12 ]  |
| 1866  |        | امرأة تقف بجانب شجرة                    | زيت على كانفاس | 25.2 × 15.9 سم | المعرض الوطني للفنون           | [ 13 ]  |
| 1866  |        | امرأة بجانب السياج                      | زيت على كانفاس | 25 × 16.1 سم   | المعرض الوطني للفنون في واشنطن | [ 13 ]  |
| 1866  |        | امرأة في متنزه                          | زيت على كانفاس | 26.1 × 16.1 سم | المعرض الوطني للفنون           | [ 13 ]  |
| 1866  |        | منظر طبيعي مع شخصين                     | زيت على كانفاس | غير محدد       | لم يتبق سوى جزء من اللوحة      | [ 14 ]  |